# Frans Christian Faye
Frans Christian Faye, född 20 december 1806 i Tønsberg, död 5 maj 1890 i Kristiania (nuvarande Oslo), var en norsk läkare; far till Anton Ludvig Faye.

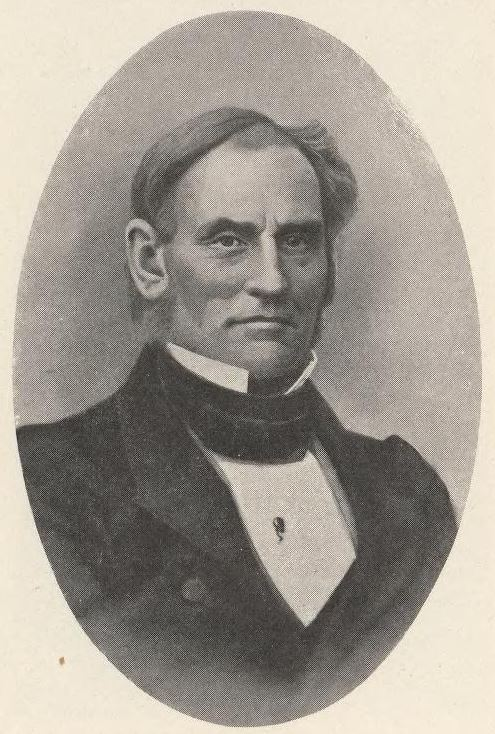
Frans Christian Faye

Faye avlade 1831 medicinsk ämbetsexamen och blev 1842 medicine doktor. År 1846 utnämndes han till lektor och var 1850-76 professor i medicin vid Kristiania universitet. Samtidigt var han även överläkare vid Fødselsstiftelsen och vid det genom hans tillskyndan (1855) inrättade Börnehospitalet . År 1859 utnämndes han till kung Oscar I:s förste livmedikus. Genom en penninggåva gav han, 1857, impulsen till upprättandet av Videnskabsselskabet i Kristiania. År 1856 blev han ledamot av Vetenskapsakademien i Stockholm. Han utgav ett stort antal vetenskapliga arbeten inom sitt fack, bland annat Lærebog i fødselsvidenskaben for jordemødre (1844; tredje upplagan 1872).

## Miasmateorin
Faye var i egenskap av ordförande i Medicinalkomiteen under Indredepartementet Norges ledande förespråkare för miasmateorin som orsak till epidemiska sjukdomsutbrott. Han var i detta avseende en hätsk motståndare till läkarna på Sørlandet och särskilt dem i Kristiansand, de så kallade kontaginisterna, företrädda främst av dr Lochmann.